# Marius Lacroix
Pour les articles homonymes, voir Lacroix.
Marius Lacroix, militant socialiste et résistant, est né le 9 novembre 1902 à Pézenas dans l'Hérault, mort à Nice dans les Alpes-Maritimes le 2 janvier 1975.

## Biographie
Résistant, il est ensuite député SFIO éphémère de l'Aude du 22 octobre 1945 au 10 juin 1946 après l'annonce officielle du décès de son frère Achille Lacroix révoqué par le gouvernement de Vichy en  avril 1941, considérant qu'il n'assumait jusqu'alors ses fonctions que par intérim.
Élu à l'Assemblée constituante de 1945.
En tant que député, il vote les nationalisations du gaz et de l'électricité et se prononce en faveur du projet de la Constitution du 19 avril 1946.
Il fut maire de Narbonne de 1944 à 1947.